# Vaudesson
Vaudesson település Franciaországban, Aisne megyében. Lakosainak száma 238 fő (2022. január 1.). Vaudesson Allemant, Chavignon, Merlieux-et-Fouquerolles, Pinon és Sancy-les-Cheminots községekkel határos.

## Népesség
A település népessége az elmúlt években az alábbi módon változott:
| Lakosok száma | 220  | 178  | 153  | 250  | 261  | 248  | 238  | 235  | 236  | 238  |
|               | 1968 | 1982 | 1990 | 2006 | 2013 | 2015 | 2017 | 2019 | 2020 | 2022 |